# ساشا لنز
ساشا لنز (انگلیسی: Sascha Lense؛ زادهٔ ۵ اکتبر ۱۹۷۵) بازیکن فوتبال اهل آلمان است.
از باشگاه‌هایی که در آن بازی کرده‌است می‌توان به باشگاه فوتبال اف‌اس‌وی فرانکفورت، باشگاه فوتبال دینامو درسدن، باشگاه فوتبال تسویکاو، باشگاه فوتبال لایپزیگ و باشگاه فوتبال دارمشتات ۹۸ اشاره کرد.
وی همچنین در تیم ملی فوتبال جوانان آلمان بازی کرده‌است.